# Nino Burdschanadse

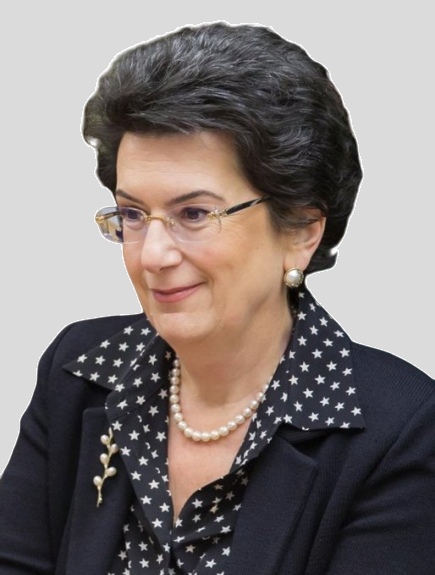
Nino Burdschanadse (2019)

Nino Burdschanadse (georgisch ნინო ბურჯანაძე; * 16. Juli 1964 in Kutaissi, Imeretien, Georgische SSR) ist eine georgische Politikerin (Demokratische Bewegung – Vereintes Georgien). Sie ist Professorin für internationales Recht und war von November 2001 bis Mai 2008 als erste Frau in der Geschichte Georgiens Parlamentspräsidentin. Von November 2003 bis Januar 2004 und von November 2007 bis Januar 2008 amtierte sie als georgische Staatspräsidentin.

## Leben

### Jugend und Studium
Sie wurde als Tochter von Ansor Burdschanadse geboren, der zu sowjetischer Zeit Direktor des staatlichen Brotkombinats war und nach 1991 zum Millionär wurde, indem er sich das Monopol im Getreidehandel sicherte. Nach dem Besuch der Akaki-Zereteli-Schule in Kutaissi legte sie 1981 das Abitur ab.
Sie studierte Rechtswissenschaft an der Staatlichen Universität Tiflis. Nach Abschluss mit Belobigung 1986 studierte sie bis 1989 an der Fakultät für internationales Recht der Moskauer Lomonossow-Universität. Ihre Dissertation schrieb sie 1990 über „Problematische Aspekte internationaler Organisationen und des internationalen Schifffahrtsrechts“. 1991 übernahm sie die Professur für internationales Recht an der Staatlichen Universität Tiflis.
1991 bis 1992 arbeitete Burdschanadse als Beraterin des georgischen Ministeriums für Umweltschutz. Von 1992 bis 1995 war sie Beraterin des auswärtigen Ausschusses des georgischen Parlaments.

### Abgeordnete und Parlamentspräsidentin
Seit 1995 wurde sie dreimal als Abgeordnete in das georgische Parlament gewählt, zuletzt 2003 als Abgeordnete im Wahlkreis 59, Kutaissi. Von 1995 bis 1998 war sie stellvertretende Vorsitzende des Verfassungs-, Rechts- und Rechtsstaatsausschusses. Von 1998 bis 1999 Vorsitzende des Ausschusses. Von 2000 bis 2001 war Burdschanadse Vorsitzende des auswärtigen Ausschusses. Am 9. November 2001 wählte sie das georgische Parlament sie zur Präsidentin der 5. Wahlperiode. Am 22. April 2004 wurde sie mit 159 gegen eine Stimme für die 6. Wahlperiode wiedergewählt.
Von 1995 bis 1998 war Burdschanadse Vorsitzende der permanenten parlamentarischen Delegation beim Vereinigten Königreich, 1999 bis 2000 zweite Vorsitzende des Parlamentarischen Kooperationskommittees Europäische Union-Georgien. 1998 bis 2000 war sie Berichterstatterin des Ausschusses für Demokratie, Menschenrechte und humanitäre Angelegenheiten der Parlamentarischen Versammlung der OSZE. 2001 bis 2002 war sie Präsidentin der Parlamentarischen Versammlung der Schwarzmeer-Wirtschaftskooperation. 2000 wurde sie Vizepräsidentin der Parlamentarischen Versammlung der OSZE.

### Amtierende Staatspräsidentin
Zur Parlamentswahl 2003 trat sie gemeinsam mit dem späteren georgischen Ministerpräsidenten Surab Schwania im Wahlbündnis Burdschanadse-Demokraten an. Nach dem Rücktritt von Staatspräsident Eduard Schewardnadse in der Rosenrevolution, die sie gemeinsam mit Micheil Saakaschwili und Surab Schwania anführte, amtierte sie vom 23. November 2003 bis zum 25. Januar 2004 als georgische Staatspräsidentin. Sie ist führendes Mitglied der Partei Nationale Bewegung – Demokraten, die die Träger der samtenen Revolution zusammenschließt.
Burdschanadse machte sich regelmäßig für die Rechte des Parlaments gegenüber der Regierung stark. Im Frühjahr 2004 wandte sie sich gegen Verfassungsänderungen, die dem Präsidenten mehr Macht zuwiesen. Im Herbst 2004 verlangte sie vom Parlament den Mut, den Staatshaushalt auch dann abzulehnen, wenn der Präsident mit einer Parlamentsauflösung drohe.
Nach dem Rücktritt Präsident Saakaschwilis am 25. November 2007 wurde sie erneut amtierendes Staatsoberhaupt Georgiens. Mit der Amtseinführung des am 5. Januar 2008 wiedergewählten Saakaschwili ging das Amt des Staatsoberhauptes wieder auf diesen über.

### Oppositionspolitikerin
Im November 2007 zeigten sich erste Risse in ihrem Verhältnis zu Präsident Saakaschwili. Sie lehnte die von ihm befürwortete, gewaltsame Auflösung der Massenproteste in Georgien ab, bezeichnete dies später als „großen Fehler“ und „Tragödie“. Im April 2008 offenbarte sich ein tiefgreifendes Zerwürfnis Burdschanadses mit der Regierungspartei Vereinte Nationale Bewegung (ENM). Sie trat daraufhin nicht mehr als Kandidatin zur Parlamentswahl 2008 an. Nach eigenen Angaben konnte sich auf die Zusammensetzung der ENM-Kandidatenliste keinen Einfluss nehmen: „Ich habe versucht, jene neuen Gesichter auf die Kandidatenliste zu bringen, die nach meiner Auffassung wirklich sehr nützlich für unser Land wären, die sich weiteren wichtigen Reformen verpflichtet fühlen, neue, humanere Strategien einführen würden. Ich bin sicher, dass ohne dringende, und bedeutsame Neuheiten es in vielerlei Hinsicht schwierig wird, das Land effektiv weiterzuentwickeln.“
Im Juli 2008 wurde sie Präsidentin der neu gegründeten georgischen Denkfabrik Foundation for Democracy and Development (FDD), die sich der Entwicklung demokratischer Institutionen in Georgien widmen und bei wichtigen politischen Entscheidungen des Landes mitreden will. Im Oktober des gleichen Jahres legte Burdschanadse der Regierung einen 43 Punkte umfassenden Fragenkatalog zu den Ursachen des Kaukasus-Konflikts 2008 vor und gründete eine neue Oppositionspartei, Demokratische Bewegung – Vereintes Georgien.
Im Juli 2013 kündigte sie an, als Kandidatin zu den georgischen Präsidentschaftswahlen antreten zu wollen. Entgegen ihrem Image als Reformerin setzte sie im Präsidentschaftswahlkampf auf homophobe Positionen. Sie kritisierte, die Regierung habe homosexuelle Touristen für Urlaub in Batumi am Schwarzen Meer geworben. Das sei eine nicht zu tolerierende Straftat gegen das eigene Land und das eigene Volk. Zur Parlamentswahl 2016 trat sie mit einer Initiative zur Blockfreiheit Georgiens an die Öffentlichkeit. Die Neutralität solle in der Verfassung festgeschrieben werden. Dies sei der einzige Weg, um Russland zu einem Abzug seiner Soldaten aus Abchasien und Südossetien zu bewegen.
Burdschanadse ist verheiratet und hat zwei Söhne. Sie spricht englisch und russisch. Als ihre Hobbys nennt sie Gärtnern und Skilaufen. Ihr Ehemann Badri Bizadse war stellvertretender Generalstaatsanwalt und von Februar 2004 bis zu seinem Rücktritt im Oktober 2008 Chef des georgischen Grenzschutzes.

## Auszeichnungen
Georgiens Präsident Micheil Saakaschwili übereignete ihr im Mai 2008 per Dekret ein 31.696 Quadratmeter großes Regierungsgrundstück mit Wohnhaus im Tifliser Vorort Zkneti. Laut Dekret erhielt sie Grundstück und Haus für den symbolischen Preis eines Georgischen Lari als Würdigung ihrer Verdienste um „die Entwicklung von Parlamentarismus und Demokratie in Georgien“. Das Gebäude hatte ihr bereits seit 2001 als Dienstwohnung im Amt der Parlamentspräsidentin gedient.